# Денежная реформа в Беларуси 2016 года
Третья в истории национальной денежной единицы Беларуси денежная реформа состоялась 1 июля 2016 года. До конца года в обращении находились белорусские рубли старого и нового образца. Соотношение обмена составило 10 000 : 1. При этом памятные и золотые (инвестиционные) монеты, выпущенные в обращение регулятором, из обращения не изымались и подлежат приёму по нарицательной стоимости при всех видах платежей без ограничений.

## Ход деноминации
В ходе деноминации были введены новые денежные знаки — монеты номиналом 1, 2, 5, 10, 20 и 50 копеек, а также 1 и 2 рубля, и банкноты номиналом 5, 10, 20, 50, 100, 200 и 500 рублей. В связи с высокой покупательной способностью новых денежных знаков и их высокой курсовой стоимостью (около 30 российских рублей за 1 BYN и около 2 BYN за доллар США) в первые недели деноминации выдача наличных банкнот в белорусских банкоматах была ограничена номиналами 5, 10 и 20 рублей (50—200 тысяч рублей 2000 года), к 2017 году к ним добавились 50 и 100 рублей. Банкноты номиналом 200 и 500 рублей можно получить только по заказу в Национальном банке РБ.

## Новые монеты (образца 2009 года)
С 1 июля 2016 года, впервые за всю историю белорусского рубля, в связи с деноминацией в обращение были введены монеты. Раньше Беларусь была одной из немногих стран в мире, где выпускались только памятные монеты, которые фактически не применялись в обращении.
Монеты были отчеканены на Литовском монетном дворе и Монетном дворе Кремницы в Словакии. Все монеты сделаны из стали. Монеты до 5 копеек покрыты медью; 10, 20, 50 копеек — медью и латунью; 1 рубль — медью и никелем. Монета достоинством 2 рубля — биметалл, центр покрыт медью и никелем, кольцо — медью и латунью. На аверсе всех монет изображен герб Республики Беларусь, надпись «БЕЛАРУСЬ» и год чеканки. На реверсе изображен номинал монеты в сопровождении различных орнаментов.
| Монеты Республики Беларусь (с 2016 года)        | Монеты Республики Беларусь (с 2016 года) | Монеты Республики Беларусь (с 2016 года) | Монеты Республики Беларусь (с 2016 года) | Монеты Республики Беларусь (с 2016 года) | Монеты Республики Беларусь (с 2016 года) | Монеты Республики Беларусь (с 2016 года) | Монеты Республики Беларусь (с 2016 года)                                          | Монеты Республики Беларусь (с 2016 года)                                             | Монеты Республики Беларусь (с 2016 года)                          | Монеты Республики Беларусь (с 2016 года)                          | Монеты Республики Беларусь (с 2016 года) | Монеты Республики Беларусь (с 2016 года) |
| Изображение                                     | Изображение                              | Изображение                              | Номинал                                  | Технические параметры                    | Технические параметры                    | Технические параметры                    | Технические параметры                                                             | Описание                                                                             | Описание                                                          | Описание                                                          | Год чеканки                              | Дата выхода                              |
| Аверс                                           | Реверс                                   | Гурт                                     | Номинал                                  | Диаметр (мм)                             | Толщина (мм)                             | Масса (г)                                | Состав                                                                            | Аверс                                                                                | Реверс                                                            | Гурт                                                              | Год чеканки                              | Дата выхода                              |
| ----------------------------------------------- | ---------------------------------------- | ---------------------------------------- | ---------------------------------------- | ---------------------------------------- | ---------------------------------------- | ---------------------------------------- | --------------------------------------------------------------------------------- | ------------------------------------------------------------------------------------ | ----------------------------------------------------------------- | ----------------------------------------------------------------- | ---------------------------------------- | ---------------------------------------- |
|                                                 |                                          |                                          | 1 копейка                                | 15                                       | 1,25                                     | 1,55                                     | Сталь, покрытая медью                                                             | Герб Республики Беларусь, под ним название страны, год чеканки                       | Номинал, орнамент, символизирующий богатство и достаток           | гладкий                                                           | 2009                                     | 1 июля 2016                              |
|                                                 |                                          |                                          | 2 копейки                                | 17,5                                     | 1,25                                     | 2,1                                      | Сталь, покрытая медью                                                             | Герб Республики Беларусь, под ним название страны, год чеканки                       | Номинал, орнамент, символизирующий богатство и достаток           | гладкий                                                           | 2009                                     | 1 июля 2016                              |
|                                                 |                                          |                                          | 5 копеек                                 | 19,8                                     | 1,25                                     | 2,7                                      | Сталь, покрытая медью                                                             | Герб Республики Беларусь, под ним название страны, год чеканки                       | Номинал, орнамент, символизирующий богатство и достаток           | гладкий                                                           | 2009                                     | 1 июля 2016                              |
|                                                 |                                          |                                          | 10 копеек                                | 17,7                                     | 1,8                                      | 2,8                                      | Сталь, покрытая медью и латунью                                                   | Герб Республики Беларусь, под ним название страны, год чеканки                       | Номинал, орнамент, символизирующий плодородие и жизненную силу    | Рубчатый с сегментами                                             | 2009                                     | 1 июля 2016                              |
|                                                 |                                          |                                          | 20 копеек                                | 20,35                                    | 1,85                                     | 3,7                                      | Сталь, покрытая медью и латунью                                                   | Герб Республики Беларусь, под ним название страны, год чеканки                       | Номинал, орнамент, символизирующий плодородие и жизненную силу    | Рубчатый с сегментами                                             | 2009                                     | 1 июля 2016                              |
|                                                 |                                          |                                          | 50 копеек                                | 22,25                                    | 1,55                                     | 3,95                                     | Сталь, покрытая медью и латунью                                                   | Герб Республики Беларусь, под ним название страны, год чеканки                       | Номинал, орнамент, символизирующий плодородие и жизненную силу    | Рубчатый с сегментами                                             | 2009                                     | 1 июля 2016                              |
|                                                 |                                          |                                          | 1 рубль                                  | 21,25                                    | 2,3                                      | 5,6                                      | Сталь, покрытая медью и никелем                                                   | Герб Республики Беларусь, под ним название страны, год чеканки                       | Номинал, орнамент, символизирующий стремление к счастью и свободе | Рубчатый                                                          | 2009                                     | 1 июля 2016                              |
|                                                 |                                          |                                          | 2 рубля                                  | 23,5                                     | 2,0                                      | 5,81                                     | Кольцо — сталь, покрытая медью и латунью, центр — сталь, покрытая медью и никелем | В центре Герб Республики Беларусь, по кругу вверху — «БЕЛАРУСЬ», внизу — год чеканки | Номинал, орнамент, символизирующий стремление к счастью и свободе | Надписи «БЕЛАРУСЬ» разделённые элементами национального орнамента | 2009                                     | 1 июля 2016                              |
| Масштаб изображений — 4,0 пикселя на миллиметр. |                                          |                                          |                                          |                                          |                                          |                                          |                                                                                   |                                                                                      |                                                                   |                                                                   |                                          |                                          |

## Новые банкноты (образца 2009 года)
В связи с проведением деноминации с 1 июля 2016 года введены банкноты нового образца.
Каждая банкнота посвящена одной из областей Беларуси и города Минска. Соответствие области номинала банкнот определено в порядке русского алфавита. Изображение банкноты номиналом 5 рублей посвящена Брестской области, 10 рублей — Витебской области, 20 рублей — Гомельской области, 50 рублей — Гродненской области, 100 рублей — Минской области, 200 рублей — Могилевской области, 500 рублей — городу Минску. Купюры отпечатаны фирмой «Thomas De La Rue» — одним из мировых лидеров валютной индустрии по производству банкнот, ценных бумаг, банковского оборудования в Великобритании. Новые деньги были готовы ещё в 2008—2009 годах, но тогда ввести их в обращение не позволил кризис. Изготовленные денежные знаки были переданы в Центральное хранилище Национального банка.
С учётом времени изготовления, новые белорусские рубли имеют определённые особенности. В частности, на выпускаемых в обращение банкнотах образца 2009 года размещено факсимиле подписи тогдашнего Председателя Правления Национального банка Республики Беларусь П. П. Прокоповича.
Кроме того, на новой банкноте номиналом 50 рублей расположена надпись «пяцьдзесят», которая не соответствует действующим правилам белорусской орфографии. В соответствии с Законом Республики Беларусь от 23 июля 2008 года № 420-З «О правилах белорусской орфографии и пунктуации» это слово должно писаться через букву «я» во втором составе — «пяцьдзясят». При осуществлении Национальным банком следующих заказов на изготовление новых банкнот указанные несоответствия будут исправлены.
| Серия 2009 года                                 | Серия 2009 года  | Серия 2009 года  | Серия 2009 года | Серия 2009 года          | Серия 2009 года                                                                                  | Серия 2009 года | Серия 2009 года |
| Изображение                                     | Изображение      | Номинал (рублей) | Размеры (мм)    | Основные цвета           | Описание                                                                                         | Описание | Дата выхода     |
| Лицевая сторона                                 | Обратная сторона | Номинал (рублей) | Размеры (мм)    | Основные цвета           | Лицевая сторона                                                                                  | Обратная сторона | Дата выхода     |
| ----------------------------------------------- | ---------------- | ---------------- | --------------- | ------------------------ | ------------------------------------------------------------------------------------------------ | --- | --------------- |
|                                                 |                  | 5                | 135×72          | оранжевый коричневый     | Каменецкая башня, Каменец, Брестская область                                                     | коллаж на тему первых славянских поселений: фрагмент кожаного пояса, деревянное колесо, образ детинца «Берестье»                                             | 1 июля 2016     |
|                                                 |                  | 10               | 139×72          | голубой синий            | Спасо-Преображенская церковь, Полоцк, Витебская область                                          | коллаж на тему просвещения и книгопечатания: книги, знак Ф. Скорины, крест Евфросинии Полоцкой, фрагмент орнамента                                           | 1 июля 2016     |
|                                                 |                  | 20               | 143×72          | жёлтый темно-серый       | Дворец Румянцевых — Паскевичей, Гомель, Гомельская область                                       | коллаж на тему духовности: колокол, Туровское Евангелие, древний город Туров, фрагменты резьбы                                                               | 1 июля 2016     |
|                                                 |                  | 50               | 147×72          | светло-зелёный оранжевый | Мирский замок, Мир, Гродненская область                                                          | коллаж на тему искусства: лира и лавровые ветви, перо, бумага, нотный стан                                                                                   | 1 июля 2016     |
|                                                 |                  | 100              | 151×72          | изумрудный оранжевый     | Несвижский замок, Несвиж, Минская область                                                        | коллаж на тему театра и народных праздников: скрипка, бубен, свирель, Слуцкий пояс и знаки народных праздников «Рождественская звезда», коза, театр «Вертеп» | 1 июля 2016     |
|                                                 |                  | 200              | 155×72          | фиолетовый розовый       | Могилёвский областной художественный музей имени П. В. Масленикова, Могилев, Могилевская область | коллаж на тему ремесла и градостроительства: золотой ключ и печать Могилева, печная кафель, фрагменты кованой решетки                                        | 1 июля 2016     |
|                                                 |                  | 500              | 159×72          | розовый бирюзовый        | Национальная библиотека Беларуси, Минск                                                          | коллаж на тему литературы: перо, чернильница, обложки книг, лист папоротника                                                                                 | 1 июля 2016     |
| Масштаб изображений — 1,0 пиксель на миллиметр. |                  |                  |                 |                          |                                                                                                  | |                 |